# 탄지

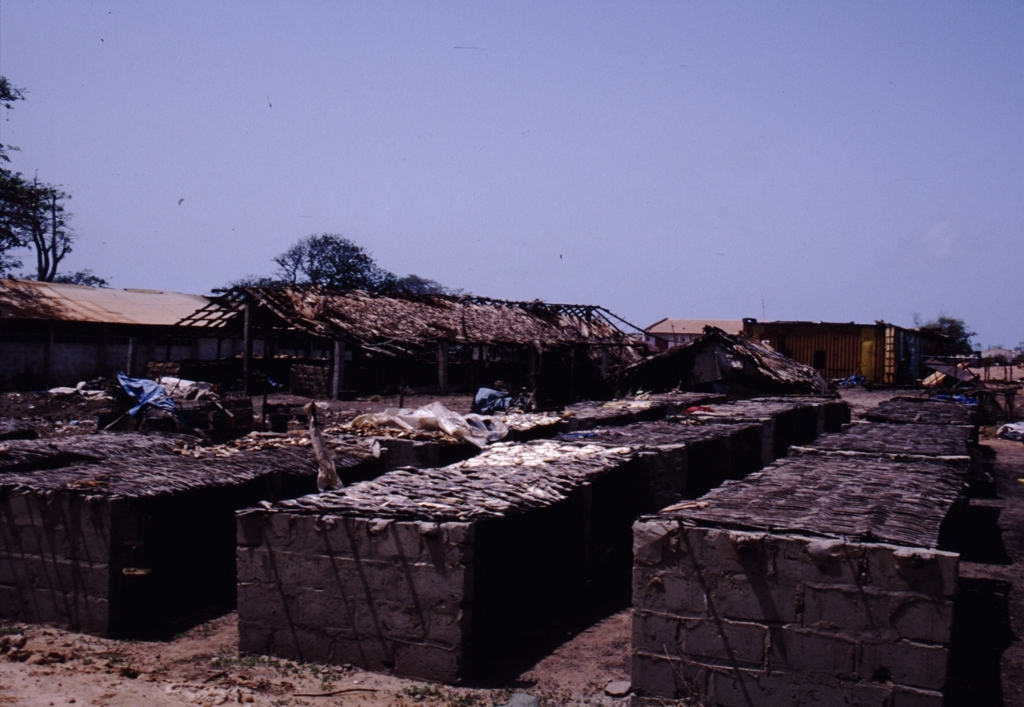

탄지(Tanji)는 감비아 서부에 위치한 마을로, 대서양과 접한다. 마을에서 약 3km 정도 떨어진 지점에 탄지 조류 보호 구역이 있다.